# Стэнли, Аугусто
Аугусто Хосе Стэнли Нетепчук (исп. Augusto José Stanley Netepczuk; род. 3 августа 1987, Тукуман) — парагвайский легкоатлет, специалист по спринту и барьерному бегу. Выступал на профессиональном уровне в 2007—2013 годах, призёр первенств национального и международного значения, действующий рекордсмен Парагвая на дистанции 400 метров, участник летних Олимпийских игр в Лондоне.

## Биография
Аугусто Стэнли родился 3 августа 1987 года в поселении Бенхамин Араос провинции Тукуман, Аргентина.
Впервые заявил о себе на международном уровне в сезоне 2007 года, когда вошёл в состав парагвайской сборной и выступил на чемпионате Южной Америки в Сан-Паулу — в беге на 400 метров и в беге на 110 метров с барьерами.
Будучи студентом, в 2009 году представлял Парагвай на Всемирной Универсиаде в Белграде — в барьерном беге на 110 метров установил свой личный рекорд (15,06), но в финал не вышел.
В 2010 году в 400-метровой дисциплине выиграл серебряную медаль на международном турнире в Буэнос-Айресе.
В 2011 году в беге на 400 метров стал четвёртым на чемпионате Южной Америки в Буэнос-Айресе, дошёл до полуфинала на Всемирной Универсиаде в Шэньчжэне, стартовал на чемпионате мира в Тэгу и на Панамериканских играх в Гвадалахаре.
В 2012 году на иберо-американском чемпионате в Баркисимето установил ныне действующий рекорд Парагвая на дистанции 400 метров — 46,62. Благодаря череде успешных выступлений удостоился права защищать честь страны на летних Олимпийских играх в Лондоне — на предварительном квалификационном этапе 400 метров показал время 47,21, чего оказалось недостаточно для выхода в полуфинальную стадию соревнований.
После лондонской Олимпиады Стэнли ещё в течение некоторого времени оставался действующим спортсменом и продолжал принимать участие в крупнейших легкоатлетических стартах. Так, в 2013 году в дисциплине 400 метров он выиграл открытый чемпионат Аргентины в Санта-Фе и отметился выступлением на чемпионате Южной Америки в Картахене.